# Rips the Covers Off
Rips The Covers Off- hi ha diferents còpies sota el mateix nom, Rips Off The Covers- és el primer àlbum de L.A. Guns amb el guitarrista Stacey Blades.
De les cançons 1 a l'11 són d'estudi amb el guitarrista Stacey Blades, la 12 i la 13 són versions en directe, "Revolution" i "Don't Look At Me That Way", que actuen els guitarristes Keri Kelli i Brent Muscat.

## Cançons
1. "Rock'n'Roll Outlaw" (Coberta de Rose Tattoo)
2. "I Just Wanna Make Love to You" (Coberta de Foghat)
3. "Tie Your Mother Down" (Coberta de Queen)
4. Until I Get You (Coberta de Hanoi Rocks)
5. Wheels of Steel (Coberta de Saxon)
6. Nobody's Fault (Coberta de Aerosmith)
7. "Custard Pie" (Coberta de Led Zeppelin)
8. "Moonage Daydream" (Coberta de David Bowie)
9. "Marseilles" (Coberta de Angel City)
10. "Hurdy Gurdy Man" (Coberta de Donovan)
11. "Search and Destroy" (Coberta de Iggy Pop)
12. Revolution (en directe)
13. Don't Look At Me That Way (en directe)

## Formació

### Cançons 1-11
- Phil Lewis: Veus
- Stacey Blades: Guitarra
- Adam Hamilton: Baix
- Steve Riley: Bateria

### Cançons 12-13
- Phil Lewis: Veus
- Keri Kelli: Guitarra
- Brent Muscat: Guitarra
- Adam Hamilton: Baix
- Steve Riley: Bateria